# Gefelderter Borstenscheibling
Der Gefelderte Borstenscheibling (Hymenochaete corrugata) ist eine Ständerpilzart aus der Familie der Borstenscheiblingsverwandten (Hymenochaetaceae). Sie bildet harte, krustige Fruchtkörper aus, die auf der Rinde von Haselsträuchern (Corylus avellana) wachsen. Der Gefelderte Borstenscheibling besitzt ein holarktisches Artareal, das zudem auch noch Neuseeland umfasst. Er bevorzugt meridionale bis gemäßigte Klimata.

## Merkmale

### Makroskopische Merkmale
Der Gefelderte Borstenscheibling besitzt harte, krustenartige Fruchtkörper die direkt an der Rinde des Wirtsbaumes anhaften und mehrere Dezimeter lang werden können. Das Hymenium ist glatt oder mit flachen Höckern versehen. Bei jungen Fruchtkörpern ist es zusammenhängend, später reißt es in viele winzige Schollen auf. Fruchtbares Hymenium hat eine rostbraun-gräuliche oder blass zimtähnliche Farbe und weist dunkle Borsten auf. Der Rand ist anfangs faserig, später gewinnt er an Kontur. Makroskopisch ist die Art  kaum vom Bergahorn-Borstenscheibling (H. carpatica) zu unterscheiden, das ist nur mikroskopisch oder anhand des Substrats möglich.

### Mikroskopische Merkmale
Die Seten der Art sind 40–70 µm lang. Ihre Basidien messen 12–18 × 2,5–3,5 µm und sind mit zylindrisch bis allantoiden (wurstförmigen) Sporen von 4,5–6 × 1–2 µm besetzt. Die Mikrostrukturen des Fruchtkörpers sind damit etwas größer als die des Bergahorn-Borstenscheiblings. Der Gefelderte Borstenscheibling hat eine monomitische Trama und unbeschnallte Septen.

## Verbreitung
Die bekannte Verbreitung der Art umfasst die gemäßigte und meridionale Holarktis. In Neuseeland wurde er vom Menschen eingeschleppt.

## Ökologie
Der Gefelderte Borstenscheibling kommt in Hasel-Vorwäldern, Haselgebüschen und an Waldrändern vor. In der Regel erscheinen die Fruchtkörper im Frühjahr an abgestorbenen Stämmchen in Höhen von bis zu 1 m. Seltener ist er an Rot-Buchen (Fagus sylvatica) und Roten Heckenkirschen (Lonicera xylosteum) zu finden. Die Art bevorzugt kolline bis submontane Lagen.